# Liste der Monuments historiques in Longeville-lès-Saint-Avold
Die Liste der Monuments historiques in Longeville-lès-Saint-Avold führt die Monuments historiques in der französischen Gemeinde Longeville-lès-Saint-Avold auf.

## Liste der Objekte
| Bezeichnung                   | Beschreibung                          | Standort                      | Kennzeichnung | Schutzstatus | Datum | Bild |
| ----------------------------- | ------------------------------------- | ----------------------------- | ------------- | ------------ | ----- | ---- |
| Skulptur Christus in der Rast | Holz, farbig gefasst, 16. Jahrhundert | in der Kirche St-Magne (Lage) | PM57000422    | Classé       | 1990  |      |